# Сикар (Дагестан)
Сикар — село в Тляратинском районе Дагестана. Входит в состав сельского поселения сельсовет Хадияльский.

## География
Расположено в 5 км к юго-востоку от районного центра — села Тлярата, на правом берегу реки Кудаор.

## Население
| 1869 | 1888 | 1895 | 1926 | 1939 | 1970 | 1989 |
| ---- | ---- | ---- | ---- | ---- | ---- | ---- |
| 26   | ↗66  | ↘61  | ↘47  | ↗75  | ↗79  | ↗147 |
| 2002 | 2010 | 2021 |      |      |      |      |
| ↗151 | ↗158 | ↗199 |      |      |      |      |